# Headless Cross
| 전문가 평가                   | 전문가 평가 |
| 평가 점수                     | 평가 점수   |
| 출처                          | 점수        |
| ----------------------------- | ----------- |
| AllMusic                      | [ 2 ]       |
| Martin Popoff                 | 7/10        |
| Rock Hard                     | 8/10        |
| The Rolling Stone Album Guide | [ 5 ]       |

《Headless Cross》는 영국의 헤비 메탈 밴드 블랙 사바스의 열네 번째 스튜디오 음반이다.  1989년 4월 24일에 발매된 이 음반은 가수 토니 마틴이 참여한 두 번째 음반이고, 세 음반 중 첫 번째 음반으로 《Tyr》와 《Forbidden》과 함께 드러머 코지 파월이 참여했다.
2024년, 이 음반의 리마스터는 박스 세트인 《Anno Domini 1989–1995》의 일부로 발표되었으며, 이는 이 음반이 공식적으로 재발행된 첫 번째 사례이다. 이 음반의 CD 에디션에는 픽처 디스크 보너스 트랙인 〈Cloak and Dagger〉가 포함되어 있다.

## 배경
토니 아이오미의 자서전 《Iron Man: My Journey Through Heaven and Hell with Black Sabbath》에 따르면, 그 밴드는 18년의 거래 끝에 그리고 버티고 레코드도 그것들을 포기한 후 1988년에 워너 브라더스 레코드로부터 탈퇴했다. 그는 당시 I.R.S. 레코드를 소유하고 있던 마일스 코플랜드를 만났다. 코플랜드는 그에게 "음반을 어떻게 쓰는지 알고, 사람들이 무엇을 원하는지 알고, 당신이 그것을 하고, 나는 그것에 만족하다"라고 말했다. 이것은 아이오미가 I.R.S.에 계약하도록 설득했다.

## 곡 목록
| #  | 제목                         | 작사·작곡                             | 재생 시간 |
| -- | ---------------------------- | ------------------------------------- | --------- |
| 1. | 〈The Gates of Hell (기악)〉 | 토니 아이오미, 코지 파월, 제프 니컬스 | 1:06      |
| 2. | 〈Headless Cross〉           | 토니 마틴, 아이오미, 파월             | 6:28      |
| 3. | 〈Devil & Daughter〉         | 마틴, 아이오미, 파월                  | 4:39      |
| 4. | 〈When Death Calls〉         | 마틴, 아이오미, 파월, 니컬스          | 6:56      |
| 5. | 〈Kill in the Spirit World〉 | 아이오미, 파월, 마틴                  | 5:09      |
| 6. | 〈Call of the Wild〉         | 아이오미, 파월, 마틴                  | 5:18      |
| 7. | 〈Black Moon〉               | 마틴, 아이오미, 파월, 니컬스          | 4:05      |
| 8. | 〈Nightwing〉                | 마틴, 아이오미, 파월                  | 6:32      |
| 9. | 〈Cloak and Dagger〉         | 마틴, 아이오미, 파월                  | 4:37      |